# John William Cooke
John William Cooke (La Plata, 14 de noviembre de 1919 - Buenos Aires, 19 de septiembre de 1968) fue un abogado y político argentino, líder del ala izquierda del peronismo hasta su muerte. Mantuvo una estrecha relación política y sentimental con la dirigente peronista Alicia Eguren.
El presidente Juan Domingo Perón lo designó como apoderado del Movimiento Nacional Justicialista luego del golpe cívico-militar autodenominado Revolución Libertadora de 1955.

## Biografía
Cooke nació en La Plata, en una familia de intensa tradición política. Cooke militaría durante sus años universitarios, mientras estudiaba Derecho en la Universidad Nacional de La Plata, formó parte de la Unión Universitaria Intransigente; se discutió si durante esta época se aproximó a las ideas de FORJA o su acercamiento a los miembros de ésta se daría más tarde.
Se recibió de abogado en 1943 y fue elegido diputado por el peronismo con tan sólo 25 años para el período 1946-1952. Cooke consideraba que el peronismo debía transformarse en un movimiento revolucionario, y criticaba a la denominada burocracia sindical, brazo fuerte del peronismo ortodoxo, que había crecido mucho entre 1946 y 1955. En el Congreso de la Nación Argentina fue presidente de la Comisión de Asuntos Constitucionales de la Cámara de Diputados, de la Comisión Redactora del Código Aeronáutico y de la Comisión de Protección de los Derechos Intelectuales.
A principios de 1951, y a instancias de Eva Perón, el presidente decidió el cierre del periódico La Prensa: el diario pertenecía a la familia terrateniente de los Gainza-Paz, y su crítica a las políticas de Perón se remontaba a sus inicios como Secretario de Trabajo del gobierno de Edelmiro Farrell. Cooke, en su rol de diputado peronista, fue seleccionado por Perón para defender en el Congreso el cierre de La Prensa. En su discurso acusó al diario de ser el vocero de una gran coalición oligárquica entre los terratenientes, los empresarios del Puerto de Buenos Aires y la United Fruit Company, que conspiraba para realizar un golpe de Estado contra el gobierno. El tono antiimperialista del discurso de Cooke llevó a que el peronista ortodoxo Raúl Apold lo acusara de comunista.
En el ámbito universitario, fue profesor titular de Economía Política en la Facultad de Derecho y Ciencias Sociales de la Universidad de Buenos Aires entre 1946 y 1955.
Luego de 1955, cuando Juan Domingo Perón debió exiliarse a causa de la Revolución Libertadora, designó a Cooke como su representante en la Argentina y principal líder de la resistencia peronista entre 1955 y 1959 (año en que Cooke debió exiliarse en Cuba), mediante una carta en la que escribió:

Al Dr. John William Cooke

Buenos Aires
Por la presente autorizo al compañero doctor Don John William Cooke, actualmente preso por cumplir con su deber de peronista, para que asuma mi representación en todo acto o acción política. En este concepto su decisión será mi decisión y su palabra la mía.
En él reconozco al único jefe que tiene mi mandato para presidir a la totalidad de las fuerzas peronistas organizadas en el país y en el extranjero y sus decisiones tienen el mismo valor que las mías.
En caso de fallecimiento, delego en el doctor don John William Cooke el mando del movimiento.
En Caracas, a 2 días de noviembre de 1956.

Juan Perón.

El 20 de septiembre fue arrestado en la casa de su amigo José María Rosa. Pese a estar en prisión hasta marzo de 1957, participó activamente en la organización de los distintos grupos protagonistas de la resistencia peronista. En marzo de 1957 Cooke escapó de manera espectacular de la prisión de Río Gallegos, en compañía de otros detenidos peronistas como Jorge Antonio, Héctor José Cámpora y José Espejo, y se instaló en Chile. En 1960 se encuentra en Cuba defendiendo la Revolución Cubana. El 17 de abril de 1961, codo a codo con los revolucionarios cubanos, pelea en la invasión de Bahía de Cochinos.
John William Cooke murió de cáncer en 1968 en el Hospital de Clínicas de la Ciudad de Buenos Aires. El 26 de septiembre de 2014 sus cenizas fueron esparcidas al Río de la Plata, tal como era su voluntad.

## Textos
"El único nacionalismo auténtico es el que busque liberarnos de la servidumbre real: ése es el nacionalismo de la clase obrera y demás sectores populares, y por eso la liberación de la Patria y la revolución social son una misma cosa, de la misma manera que semicolonia y oligarquía son también lo mismo".

"...La teoría política no es una ciencia enigmática cuya jerarquía cabalística manejan unos pocos iniciados, sino un instrumento de las masas para desatar la tremenda potencia contenida en ellas.
No les llega como un conjunto de mandamientos dictados desde las alturas, sino por un proceso de su propia conciencia hacia la comprensión del mundo que han de transformar".

"La unidad es indispensable y será un paso previo al triunfo popular. Lo principal es para qué hacemos la unidad, cuáles son los objetivos cercanos (como por ejemplo las elecciones) y cuáles los grandes objetivos. Unidad para simple usufructo politiquero, no. Sí, en cambio, para dar las grandes batallas por la soberanía nacional y la revolución social. En la lucha contra el régimen llegaremos más pronto a la unidad, forjada en la acción: dentro del régimen nos esperan sólo frustraciones y derrotas, y pequeños triunfos que serán desastres".

Tal vez uno de sus escritos más conocidos sea Apuntes para la militancia (1964), donde hace un completo análisis sobre la realidad del peronismo en la época, sus principales adversarios, las relaciones de poder entre las clases sociales argentinas y las estrategias básicas para la resistencia peronista revolucionaria.
Una calle de Buenos Aires lleva su nombre.